# Sugbongcogon
Sugbongcogon est une localité de la province du Misamis oriental, aux Philippines. En 2015, elle compte 9 226 habitants.